# Старое Варегово
Старое Варегово — деревня в Вареговском сельском поселении Большесельского района Ярославской области.

## История
Деревня возникла как посёлок № 2 Вареговского торфопредприятия. До 2002 года, по всей видимости не имела официального статуса. Постановлением правительства РФ от 10 июня 2002 года № 401, вновь образованной деревне присвоено наименование Старое Варегово.

## Население
| 2007 | 2010 |
| ---- | ---- |
| 55   | ↘41  |